# Benny Sapp
Pour les articles homonymes, voir Sapp.
(en) Statistiques sur pro-football-reference
Benjamin Lee Sapp II (né le 20 janvier 1981 à Fort Lauderdale) est un joueur américain de football américain.

## Enfance
Sapp étudie à la Boyd Anderson High School de sa ville natale de Fort Lauderdale où il joue au football américain, lutte, volley-ball et athlétisme. Lors de sa dernière année, il est nommé dans l'équipe du Broward Country 1999. 

## Carrière

### Université
Il entre en 2000, à l'université de l'Iowa mais en 2002, il est renvoyé pour violence. Il entre alors à l'université de l'Iowa du Nord.

### Professionnel
Benny Sapp n'est sélectionné par aucune équipe lors du draft de la NFL de 2004. Il signe comme agent libre non-drafté avec les Chiefs de Kansas City et fait quatre saisons comme cornerback remplaçant avant de quitter la franchise après la saison 2007.
En 2008, il signe avec les Vikings du Minnesota où il intercepte deux passes lors de sa première saison chez les Vikings. Le 3 mars 2009, Sapp signe un nouveau contrat d'un an avec le Minnesota où il joue les seize matches de la saison dont sept comme titulaire. Le 9 mars 2010, il signe un nouveau contrat de deux ans.
Le 25 août 2010, il est échangé aux Dolphins de Miami contre Greg Camarillo. Il joue six matches comme titulaire en 2010 et intercepte deux passes. Le 12 septembre 2011, il entre au cours de son premier match de la saison contre les Patriots de la Nouvelle-Angleterre à Monday Night Football où il fait quatre tacles mais rate Wes Welker qui marque un touchdown sur passe, donnant la victoire aux Patriots. Il est libéré le lendemain et se retrouve agent libre.